# Porl Thompson
Paul Stephen Thompson, noto come Porl Thompson (Wimbledon, 8 novembre 1957), è un chitarrista inglese.
Suona con i The Cure (dal 1976 al 1978; dal 1984 al 1993 e poi dal 2005 al 2011) e ha collaborato con Jimmy Page e Robert Plant.

## Biografia
Faceva originalmente parte della formazione iniziale dei Cure quando la band si formò sotto il nome di Easy Cure nel 1976. Veniva considerato come un "guitar hero" dalle sue parti, e forse proprio per questo motivo uscì dalla formazione nel periodo in cui i Cure esordivano discograficamente con l'album Three Imaginary Boys del 1979, poiché a quel tempo gli altri componenti della band, specialmente Robert Smith, ricercavano un suono più spartano, lontano dalle sperimentazioni e dai virtuosismi che Thompson era in grado di fare.
Dopo essere uscito dalla band studiò al College of Design del West Sussex fino al 1981 e in seguito suonò con vari gruppi tra cui gli Exotic Pandas. Si riunì alla band nel 1983 per suonare il sassofono in alcune parti del disco The Top rientrando così in pianta stabile nei Cure. Nei tour successivi con i Cure suonò occasionalmente anche le tastiere.
Insieme con il disegnatore Andy Vella è fondatore della Parched Art, che ha prodotto molte delle copertine e degli artwork dei Cure.
Lasciò la band nel 1993 principalmente per dedicarsi alla sua famiglia e all'altra sua grande passione, la pittura. Tuttavia, lo stesso anno fu chiamato a suonare con Jimmy Page e Robert Plant; la collaborazione durò per tutto il tour e anche per l'album di Plant, Dreamland.
Ha fatto anche parte degli Strange Sensation, la band di supporto a Plant e dei Babacar, la band fondata dall'ex-compagno nei Cure Boris Williams, per il loro unico album omonimo.
Nell'anno 2009 è diventato ufficialmente endorser Schecter e tuttora suona la Signature a lui dedicata.
Si è di nuovo riunito ai Cure nel 2005, dopo il "licenziamento" per dissidi interni alla band di Roger O'Donnell e di Perry Bamonte.

### Pittura
I suoi lavori, principalmente pittura su tela e collage, sono stati esposti in una galleria vicino a Londra e, più recentemente, a Toronto, nel 2002, con la collezione 100% Sky.

### Vita privata
Ha una sorella, Carol (sposata in passato con il bassista dei Cure, Simon Gallup) e due fratelli, Andrew e Robert. È stato sposato con Janet Smith, la sorella più piccola di Robert Smith, ed è padre di tre figli (Todd, Bodhi and Darcie) e una figlia (Noosha).